# 第2屆香港電影金紫荊獎
第2屆香港電影金紫荊獎於1997年5月18日在九龍灣國際展貿中心舉行，由香港影評人協會主辦。

## 提名及獲獎名單
注：粗體字代表名單為獲獎
| 獎項                | 名單                           |
| 最佳影片            | 甜蜜蜜                         |
| 最佳影片            | 三個受傷的警察                 |
| 最佳影片            | 衝鋒隊怒火街頭                 |
| 最佳影片            | 警察故事4之簡單任務            |
| 最佳影片            | 虎度門                         |
| 最佳導演            | 陳可辛（甜蜜蜜）               |
| 最佳導演            | 趙崇基（三個受傷的警察）       |
| 最佳導演            | 唐季禮（警察故事4之簡單任務）  |
| 最佳導演            | 陳木勝（衝鋒隊怒火街頭）       |
| 最佳導演            | 周曉文（秦頌）                 |
| 最佳男主角          | 鄭則仕（三個受傷的警察）       |
| 最佳男主角          | 黎明（甜蜜蜜）                 |
| 最佳男主角          | 吳鎮宇（去吧！揸Fit人兵團）    |
| 最佳女主角          | 張曼玉（甜蜜蜜）               |
| 最佳女主角          | 蕭芳芳（虎度門）               |
| 最佳女主角          | 蔡少芬（人間色相）             |
| 最佳男配角          | 曾志偉（甜蜜蜜）               |
| 最佳男配角          | 張達明（人間色相）             |
| 最佳男配角          | 陳小春（衝鋒隊怒火街頭）       |
| 最佳男配角          | 姜文（秦頌）                   |
| 最佳男配角          | 林曉峰（三個受傷的警察）       |
| 最佳女配角          | 李綺紅（衝鋒隊怒火街頭）       |
| 最佳女配角          | 舒淇（色情男女）               |
| 最佳女配角          | 羅蘭（七月十三之龍婆）         |
| 最佳女配角          | 羅冠蘭（港督最後一個保鑣）     |
| 最佳女配角          | 蔡少芬（去吧！揸Fit人兵團）    |
| 最佳編劇            | 岸西（甜蜜蜜）                 |
| 最佳編劇            | 李志毅（天涯海角）             |
| 最佳編劇            | 張志成（人間色相）             |
| 最佳編劇            | 杜國威（虎度門）               |
| 最佳編劇            | 鍾繼昌（去吧！揸Fit人兵團）    |
| 最佳編劇            | 魯秉、陳健忠（三個受傷的警察） |
| 最佳攝影            | 馬楚成（甜蜜蜜）               |
| 最佳攝影            | 黃岳泰（衝鋒隊怒火街頭）       |
| 最佳攝影            | 杜可風（風月）                 |
| 最佳攝影            | 黃仲標（天涯海角）             |
| 最佳攝影            | 潘恒生（新上海灘）             |
| 蒙妮坦 最佳造型設計 | 馮君孟、關美寶（黑俠）         |
| 蒙妮坦 最佳造型設計 | 陳裕光（4面夏娃）              |
| 蒙妮坦 最佳造型設計 | 佟華苗（秦頌）                 |
| 蒙妮坦 最佳造型設計 | 吳里璐（甜蜜蜜）               |
| 最佳創意            | 去吧！揸Fit人兵團              |
| 最佳創意            | 4面夏娃                        |
| 最佳創意            | 色情男女                       |
| 最佳創意            | 秦頌                           |
| 十年來 最佳香港電影 | 阿飛正傳                       |